# Irena Kosíková
Irena Kosíková (* Praha) je česká skladatelka a varhanice.

## Život
Česká varhanice a skladatelka Irena Kosíková se narodila v Praze. Studovala na Janáčkově akademii múzických umění v Brně (JAMU), absolventkou HAMU v Praze. Její skladby byly hrány v České republice, Alžírsku, Belgii, Bosně a Hercegovině, Bulharsku, Izraeli, Německu, Polsku, Rusku, Turecku, Švédsku a Velké Británii.

## "Praha - Brno: 6 soudobých skladatelů pro violoncello sólo v interpretaci Františka Brikcia"
Projekt "Praha - Brno: 6 soudobých skladatelů pro violoncello sólo v interpretaci Františka Brikcia", konaný pod záštitou Václava Havla, Petra Pitharta a primátora města Brna Richarda Svobody, představuje skladby pro sólové violoncello renomovaných českých skladatelů (Jiří Matys, Petr Hejný, Jan Jirásek, Luboš Fišer, Miloš Štědroň a Irena Kosíková).
| Skladatel      | Skladba                  |
| -------------- | ------------------------ |
| Jiří Matys     | Fantasie a Rondo (1982)  |
| Petr Hejný     | Kovová sonáta (1983)     |
| Jan Jirásek    | Dilema (1987)            |
| Luboš Fišer    | Sonata (1987)            |
| Miloš Štědroň  | Tance krále Leara (1995) |
| Irena Kosíková | Stopy (2004)             |